# Arup Vejle
Arup Vejle er en lavvandet sø på grænsen mellem Thy og Han Herred (i Region Nordjylland) omgivet af rørskov og engarealer, i en tidligere fjordarm til Limfjorden. Den nordlige ende af Arup Vejle hedder Vesløs Vejle, og de har samlet et areal på 396 ha ved normal vandstand. Rørskovsarealet omkring har et areal på ca. 450 ha.  Den ligger i den del af Vejlerne, der kaldes De Vestlige Vejler, og ligger sydøst for Østerild, og vest for Vesløs, med Østerild Fjord mod øst og Østerild Klitplantage mod nord. Midt i søen ligger den lille ø Melsig som huser en bestand af skestorke , og hvor der også findes en koloni af skarver på cirka 600-700 ynglepar samt flere hundrede par sølvmåger og sildemåger . Vejlen er forbundet med Tømmerby Fjord mod nordøst, og  afvandes mod sydvest via en kanal, som gennem en dykkersluse går under Ringkanalen fra Tømmerby Fjord og ud i Østerild Fjord. 
Den er en del af Natura 2000 -område nr. 16 Løgstør Bredning, Vejlerne og Bulbjerg, og fuglebeskyttelsesområde F20.
Den er også en del af en naturfredning fra 1958, hvor man fredede et areal på 2300 ha i De Vestlige Vejler. Den er ligeledes en del af det område som i 1960, af staten, blev udpeget til videnskabeligt reservat; Det blev sikret, da et område på ca. 5.500 ha i 1993 blev opkøbt af Aage V. Jensens Fonde, og udgør nu naturreservatet Vejlerne .

## Eksterne kilder og henvisninger
1. ↑  Søerne i De Vestlige Vejler
2. ↑  Skestorken tilbage som ynglefugl i Vejlerne
3. ↑  Om fredningen af De Vestlige Vejler på Danmarks Naturfredningsforenings websider
4. ↑  Aage V. Jensens Naturfonds folder om naturreservatet (Webside ikke længere tilgængelig)

|  | Denne artikel om lokaliteten Arup Vejle kan blive bedre, hvis der indsættes et (bedre) billede. Du kan hjælpe ved at afsøge Wikimedia Commons for et passende billede eller lægge et op på Wikimedia Commons med en af de tilladte licenser og indsætte det i artiklen. |

57°1′11.29″N 8°54′48.04″Ø / 57.0198028°N 8.9133444°Ø